# الخارج (مسرحية)
الخارج (1917) هي أقصر وأول مسرحية غير كوميدية لسوزان جلاسبيل. وهي مسرحية مكونة من فصل واحد، تستخدم الرمزية للتعبير عن فراغ حياة السيدة باتريك من الخارج، تستخدم جلاسبيل صور المحطة والمناطق الواقعة خارجها لإظهار أن السيدة باتريك تحافظ على نفسها بعيدًا عن الأشياء التي كانت تعرفها من قبل، يساعد استخدام جلاسبيل للرمزية الشخصيات على المسرح وكذلك الجمهور في إدراك الوضع الذي تواجهه النساء تم عرض المسرحية لأول مرة من قبل لاعبي بروفينستاون في مسرح بلايرايتس، 28 ديسمبر 1917. وتم إحياؤها في 1997 و 2008 من قبل مسرح أورانج تري في ريتشموند، لندن.

## الشخصيات
- قبطان محطة ذا بارز لإنقاذ الحياة
- برادفورد، منقذ للحياة
- توني، منقذ حياة برتغالي
- السيدة باتريك التي تعيش في المحطة المهجورة
- آلي مايو، العاملة لديها

## الحبكة
تتمحور الحبكة حول امرأتين، السيدة باتريك وآلي مايو، اللتان قامتا بنفي نفسيهما من العالم نتيجة الألم العاطفي الذي سببه أزواجهن. رفضت ألي مايو قول «كلمة غير ضرورية» منذ وفاة زوجها. عادت السيدة باتريك إلى المكان الذي كانت تزوره هي وزوجها وتحدثا عن الشراء لدفن الأشياء التي تؤذيها. تدور الأحداث الرئيسية للمسرحية في محطة مهجورة لإنقاذ الأرواح اشترتها السيدة باتريك مؤخرًا، على الرأس، في بروفينستاون، ماساتشوستس. ثلاثة رجال، برادفورد، توني، والقبطان، يقاتلون لينقذوا رجل غرق في محطتهم القديمة، الآن منزل السيدة باتريك. أحضر الرجال الضحية إلى هذا المكان ليرتاحوا، حيث تم العثور على الجثة على بعد أربعين قدمًا فقط من البيت، وعلى غير العادة منذ اعتادوا على العمل في هذا المكان، في النهاية، تحاول آلي إنقاذ السيدة باتريك من الحياة التي تريدها.

## الروابط الخارجية
مسرحية الخارج على موقع Project Gutenberg.